# نیکلای اسکوبلین
نیکلای ولادیمیروویچ اسکوبلین (روسی: Николай Владимирович Скоблин؛ ‏ ۹ ژوئن ۱۸۹۳ – ۱۹۳۷ یا ۱۹۳۸) یک افسر بلندپایهٔ جنبش سفید و از سران «اتحادیهٔ نظامیان روس» دور از وطن (ROVS) و جاسوس دوجانبه میان کمیساریای خلق در امور داخلی (NKVD) و گشتاپو بود. وی همسر خوانندهٔ مشهور روس نادیژدا پلیویتسکایا بود.
بخشی از جزئیات مهم همکاری او با سازمان‌های اطلاعاتی اتحاد جماهیر شوروی سوسیالیستی و همچنین حواشی و شرایط دقیق مرگ او بحث‌برانگیز و مورد مناقشه باقی مانده‌است.

## پیوند به‌برون
- بریدهٔ جراید دربارهٔ نیکلای اسکوبلین در بایگانی مطبوعات قرن بیستم در زد.بی.وی